# Förtroenderåd (kriminalvård)
Ett förtroenderåd är en organisation på en kriminalvårdsanstalt (fängelse). Förtroenderådet väljs av de andra fångarna att sköta en del angelägenheter som inköp av nytt materiel (pengarna kommer från de intagna själva) som nya badmintonracketar till hallen med mera. Sedan sköter förtroenderådet också kontakterna med anstalten då det ska ske förändringar och så vidare, framför klagomål m.m.. 
Förtroenderåden är fångarnas språkrör gentemot anstalten. Råden samlar klagomål m.m. och låter den som är mest lämpad för att föra en diskussion föra fram det.